# Bridge Lake
Bridge Lake ist eine unselbständige Siedlung (unincorporated populated place) im Cariboo Regional District. Die Siedlung liegt am Südufer des gleichnamigen Sees im Interlakes District etwa 560 km nördlich von Vancouver und etwa 140 km nördlich von Kamloops direkt am Highway 24, der auch als der Fishing Highway bekannt ist. Bridge Lake selbst hat etwa 500 Einwohner und bietet vor allem Abenteuerurlaubern viele Möglichkeiten.
Der Bridge Lake Provincial Park grenzt an den Ort.
Der Bridge Lake Centennial Park befindet sich ebenfalls in der Nähe.